# Ross Bagdasarian Sr.
Pour les articles homonymes, voir Bagdasarian.
Rostom Sipan Bagdasarian, dit Ross Bagdasarian (en arménien : Ռոս Պաղտասարեան) et plus connu sous le nom de David Seville, est un pianiste, chanteur, compositeur et acteur américain d'origine arménienne, né le 27 janvier 1919 à Fresno en Californie, et mort le 16 janvier 1972 à Beverly Hills dans le même État.

## Biographie
Dans les années 1950, Bagdasarian écrit plusieurs chansons. On lui doit notamment Come on-a my House, co-écrit avec son cousin William Sorayan, qui lance la carrière de Rosemary Clooney en étant l'un de ses plus grands succès au Billboard. Il est également l'auteur de Hey Brother, Pour the Wine pour Dean Martin.
En 1954, Bagdasarian tient un petit rôle dans le film Fenêtre sur cour d'Alfred Hitchcock.
Son pseudonyme de David Seville est utilisé dès 1956 pour sa chanson Armen's Theme. C'est aussi sous ce nom qu'il obtient son plus gros succès en tant qu'interprète avec Witch Doctor qui atteint la première place au Billboard en 1958. Bagdasarian y module la vitesse de sa voix afin de créer la voix d'un sorcier (le 'witch doctor'). 
Pour la saison de Noël de la même année, il utilise une technique similaire pour créer le groupe fictif Alvin et les Chipmunks. Il écrit la chanson The Chipmunk Song (Christmas Don't Be Late) avec les trois tamias (chipmunks en anglais) virtuels, pour laquelle il gagne deux Grammy Awards en 1959.
En 1961, Bagdasarian produit The Alvin Show, diffusé sur le réseau CBS du 4 octobre 1961 au 12 septembre 1962.

## Discographie
- 1957 : The Music of David Seville
- 1958 : The Witch Doctor Presents: David Seville...and his Friends
- 1959 : Let's All Sing with the Chipmunks
- 1960 : Sing Again with The Chipmunks
- 1960 : Around the World with The Chipmunks
- 1961 : The Alvin Show
- 1962 : The Chipmunk Songbook
- 1962 : Christmas with The Chipmunks
- 1963 : Christmas with The Chipmunks Vol. 2
- 1964 : The Chipmunks Sing the Beatles Hits
- 1965 : The Chipmunks Sing with Children
- 1968 : The Chipmunks See Doctor Dolittle
- 1969 : The Chipmunks Go to the Movies

## Filmographie
- 1953 : Destination Gobi : Paul Sabatello
- 1954 : Fenêtre sur cour (Rear Window) : le pianiste
- 1957 : Terre sans pardon (Three Violent People) : Asuncion Ortega
- 1957 : Le Virage du diable (The Devil's Hairpin) : Tani Ritter
- 1958 : En patrouille (The Deep Six) : Pvt. Aaron Slobodjian
- 1961-1962 : The Alvin Show : Alvin, Simon, Théodore, David Seville (TV) (voix)